# Andreas von Kreta

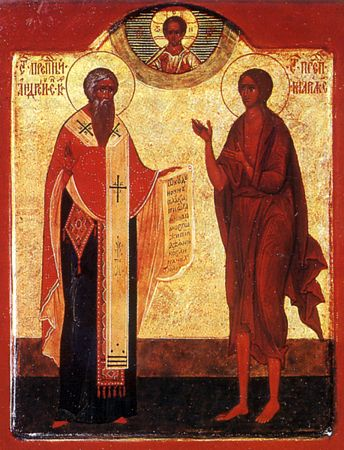
Andreas von Kreta (links) auf einer russischen Ikone

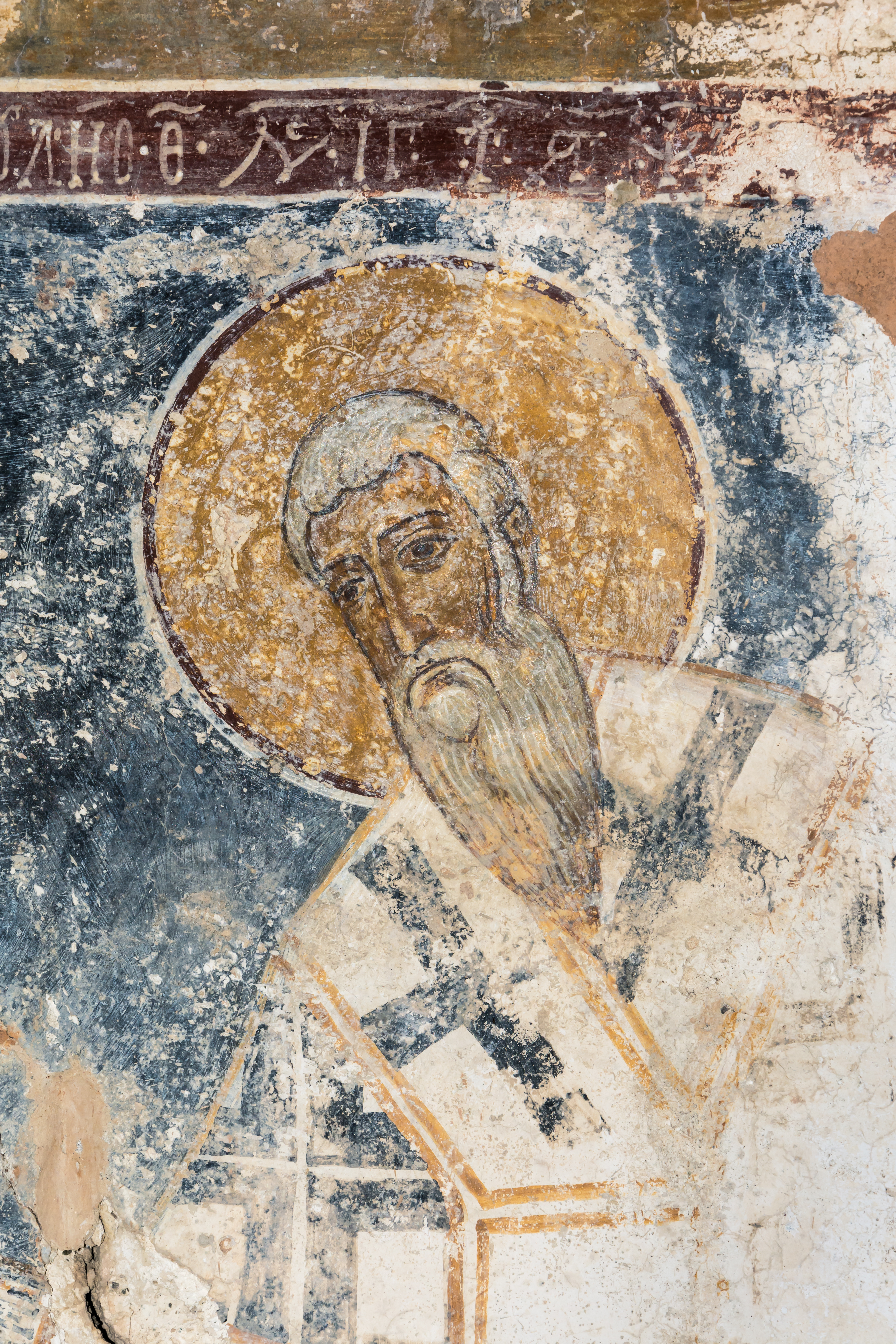
Der Heilige auf dem ältesten datierten Fresko Kretas (1225)

Andreas von Kreta (* um 660 in Damaskus; † um 740 auf Lesbos) war ein bedeutender Hymnendichter und Metropolit von Gortyn auf Kreta. Er wird von der katholischen und den orthodoxen Kirchen als Heiliger verehrt. Sein Gedenktag ist der 4. Juli.

## Leben
Andreas war zunächst Mönch in Jerusalem, wo er bereits mit 15 Jahren ins dortige Kloster des Heiligen Grabes eintrat. Patriarch Theodor von Jerusalem entsandte Andreas, der damals Diakon war, im Jahre 685 zu Kaiser Konstantin IV. Pogonatus, mit dem Auftrag, diesen zur Abhaltung eines allgemeinen Konzils zu bewegen (Drittes Konzil von Konstantinopel bzw. sechstes ökumenisches Konzil). Nach erfolgreicher Mission blieb Andreas in Konstantinopel, wurde als Diakon Leiter eines Waisen- und Altenasyls und 692 zum Erzbischof (Metropoliten) von Gortyn auf Kreta ernannt.

## Bedeutung
Andreas von Kreta setzte sich für die Bilderverehrung ein (siehe auch Byzantinischer Bilderstreit) und war Verfasser vieler Homilien und Hymnen in neuartiger Form. So begründete er als Dichter eine neue, das Kontakion erweiternde Gattung liturgischer Hymnen, die sogenannten Kanones. Dabei handelt es sich um Gesänge aus meist neun verschiedenen Oden. Sein bedeutendstes Werk ist der Große Kanon in 250 Strophen, ein Bußgesang, der noch heute vor Ostern am Donnerstag der fünften Fastenwoche im Gottesdienst verwendet wird. Die Hymnendichtung des Andreas wurde beispielgebend für Cosmas den Sänger, Johannes von Damaskus und andere.
Andreas gilt auch als hervorragender Vertreter der byzantinischen Redekunst. Unter seinem Namen sind 45 Predigten und Panegyriken erhalten, deren Echtheit zum Teil aber umstritten ist. Sie befassen sich thematisch mit bestimmten Sonntagen, Festen oder Heiligen.
Theologisch schwankte Andreas zwischen dem Monotheletismus und der orthodoxen Mehrheitsmeinung innerhalb der Kirche über die göttliche und menschliche Natur Christi. 712 stimmte er der monotheletischen Synode von Konstantinopel unter Kaiser Philippikos Bardanes bei, kehrte aber nach dessen Sturz 713 wieder zur Orthodoxie zurück. Dies drückte sich in seinem Gedicht Iambi in Agathonem aus, einem Gedicht in 128 Versen auf den Diakon Agatho.

## Darstellung als Heiliger
Auf Ikonen und anderen bildlichen Darstellungen des Heiligen erscheint dieser in Bischofsgewändern mit Buch oder Schriftrolle und segnend erhobener rechter Hand sowie mit grauen Haaren und langem grauem Bart.

## Publizierte Werke
In Migne: Patrologiae Graeca 97, 805–1444, wurden in lateinischer Sprache publiziert:
- Orationes 1–17. 19–21
- Homiliae variae
- De sanctarum imaginum veneratione (Über die Verehrung der heiligen Bilder)
- Canon in Annae conceptionem
- Canon in Beate Mariae Virginis nativitatem
- Canon in Lazarum
- Canon magnus
- Canon in medium pentecosten
- Idiomela varia

Eine deutsche Übersetzung des Canon magnus (Großer Kanon) liegt vor in: Aleksej Maltzew: Andachtsbuch der orthodox-katholischen Kirche des Morgenlandes, 1895 (russisch und deutsch); und in: P. Kilian Kirchhoff: Die Ostkirche betet 3. Leipzig 1936, 161–197
Weitere Textausgaben:
- Iambi in Agathonem; in: A. Heisenberg: ByZ 10 (1901) 508 ff.
- Laudatio martyrum Cretensium; in: Basil Laourdas: Kretikà Chroniká 3 (1949), 101–117